# Patrick Lynen

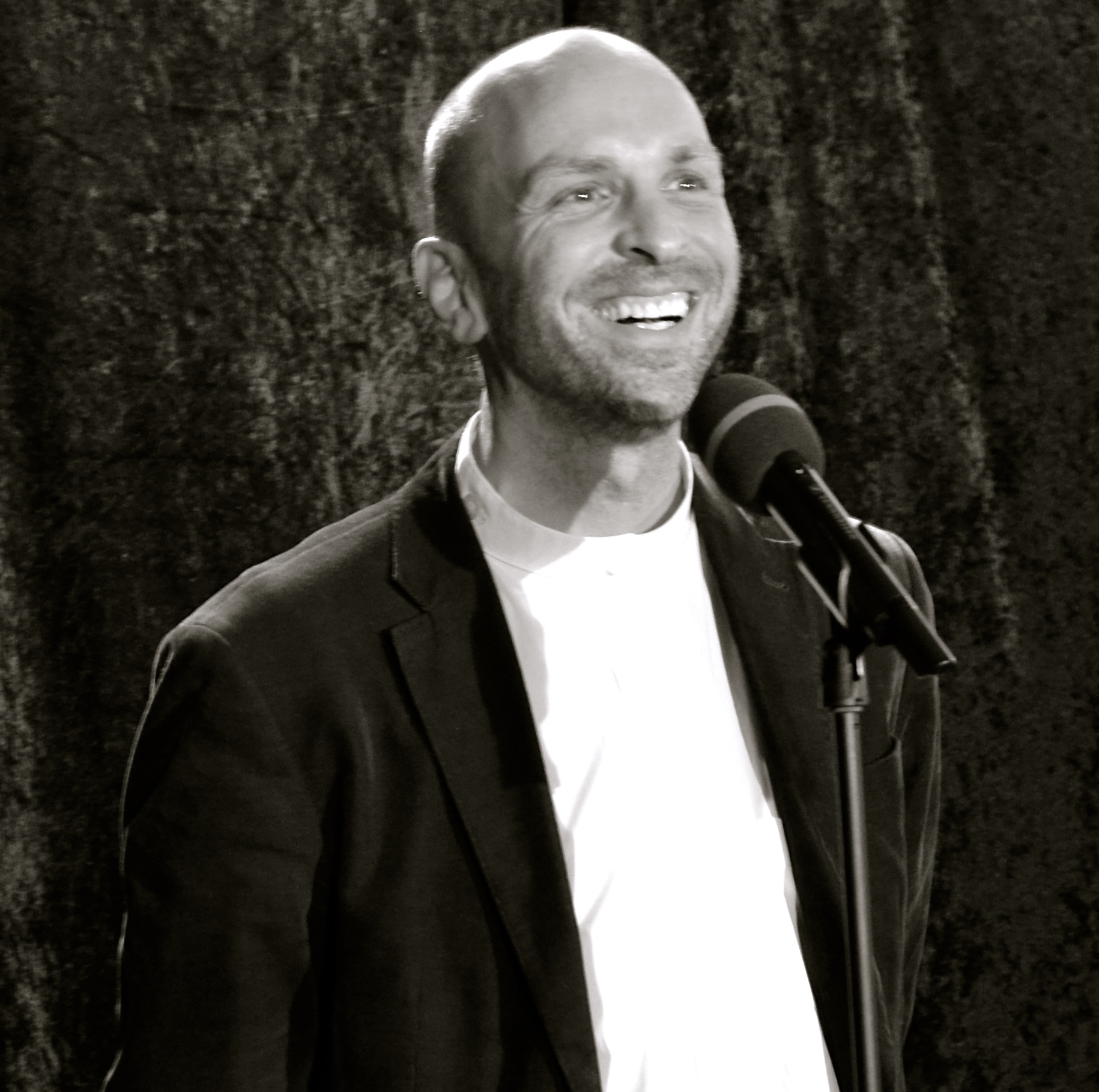
Patrick Lynen bei der Moderation der Runden Ecke im WDR Fernsehen, 2015

Detlef Wilhelm Patrick Lynen (* 22. November 1967 in Würselen, damals Landkreis Aachen, heute Städteregion Aachen) ist ein deutscher Moderator, Producer und Berater im Medienbereich.

## Leben und Schaffen
Noch vor dem Abitur am Gymnasium in Würselen wurde Lynen beim Radio tätig. Als Moderator verschiedener Lokalsender im deutschsprachigen Belgien sammelte er seine ersten Erfahrungen mit dem Medium.
Seine nächsten Stationen waren ein Volontariat bei RTL Radio (Radio Luxemburg) sowie die freiberufliche Mitarbeit beim WDR. Es folgten Tätigkeiten bei diversen Sendern und Medienunternehmen, unter anderem bei RTL Television, Deutschlandfunk/Deutschlandradio Kultur, MDR, SWF3/SWR3, SFB/RBB, VIVA, Deutsche Welle, radio NRW, HR, BRF (Belgischer Rundfunk), SAT.1, Berliner Rundfunk, BRAINPOOL AG, NDR, ZFP und Deutsche Hörfunkakademie, NDR1, bigFM, NRJ und anderen.
SWR3 verließ Lynen kurz nach der Fusion von SWF3 und SDR3 und moderierte anschließend zwei Jahre für hr3.
Von März bis Ende Mai 2007 moderierte er die Talk-Sendung NeoNox, die bei diversen deutschen Radiostationen und im Digitalfernsehen lief. Von 2008 bis 2011 moderierte Lynen die Frühsendung des hr1. Im Anschluss war er als Moderator bei DRadio Wissen zu hören. Seit 2000 arbeitet er vor allem als Dozent, Berater und Coach für private und öffentlich-rechtliche Medienunternehmen. Patrick Lynen ist Trainer an der ARD.ZDF medienakademie. Ab Mitte 2015 moderierte Lynen das Storytelling-Format „Die Runde Ecke“ im WDR-Fernsehen, ursprünglich ein YouTube-Projekt, in dem Menschen Geschichten aus ihrem Leben erzählten. 2019 kam es zu einer Zusammenarbeit mit dem rechtskonservativen Unternehmer und Youtuber Klaus-Peter Weber, der der AfD nahesteht.

## Schriften
- Das wundervolle Radiobuch, 2010, ISBN 3-8329-5358-2
- how to get Gelassenheit, 2014, ISBN 3-86728-272-2
- Wenn ich das früher gewusst hätte..., 2015, ISBN 3-7093-0575-6
- Mach dich mal locker, 2015, ISBN 3-86728-283-8
- How to get Veränderung, 2016, ISBN 978-3-86728-305-2
- Gemeinsam bist du mehr, 2018, ISBN 978-3-426-67562-5
- Exakt diese Worte, 2019, ISBN 978-3-9821054-9-9
- Hör auf ein totes Pferd zu reiten: Werde zum Meister der Veränderung, 2019, ISBN 978-3-9821054-8-2